# Непсаёль
Непсаёль — река в России, протекает по Троицко-Печорскому и Сосногорскому районам Республики Коми. Устье реки находится в 1251 км от устья Печоры по левому берегу. Длина реки составляет 26 км, площадь водосборного бассейна — 150 км².
Исток реки в болотах в 14 км к северо-западу от посёлка Митрофан-Дикост. Река течёт на северо-восток, перед устьем поворачивает на юго-восток. Всё течение проходит по заболоченному таёжному лесу. Впадает в Печору в 6 км выше посёлка Нефтепечорск.

## Данные водного реестра
По данным государственного водного реестра России относится к Двинско-Печорскому бассейновому округу, водохозяйственный участок реки — Печора от истока до водомерного поста у посёлка Шердино, речной подбассейн реки — Бассейны притоков Печоры до впадения Усы. Речной бассейн реки — Печора.
Код объекта в государственном водном реестре — 03050100112103000060726.